# Cupaniopsis crassivalvis
Cupaniopsis crassivalvis är en kinesträdsväxtart som beskrevs av Ludwig Radlkofer. Cupaniopsis crassivalvis ingår i släktet Cupaniopsis och familjen kinesträdsväxter. Inga underarter finns listade i Catalogue of Life.